# Pelcowizna

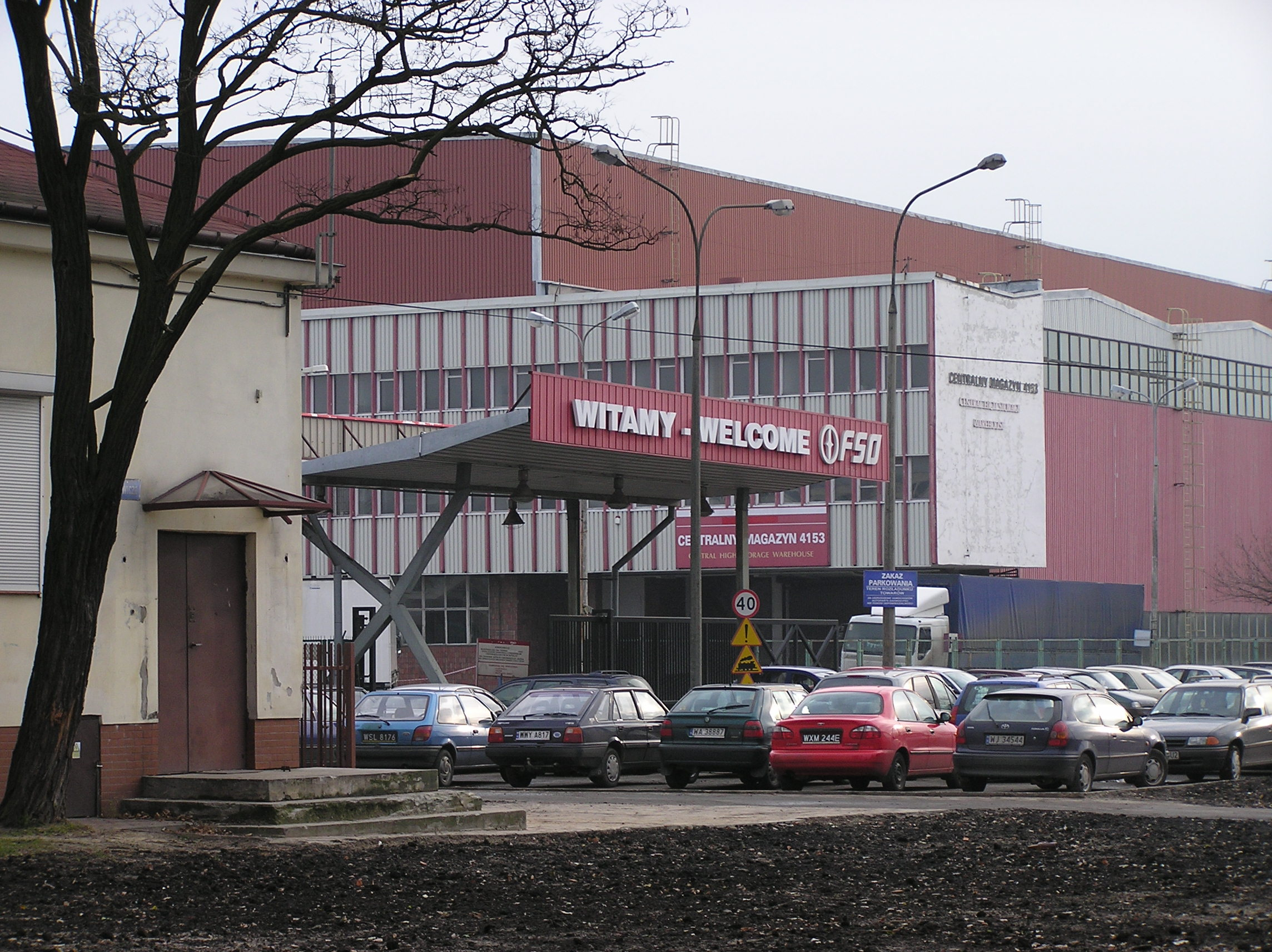
Brama FSO na Śliwicach

Pelcowizna – dawna wieś, obecnie obszar MSI w dzielnicy Praga-Północ w Warszawie. 

## Położenie
Według MSI granice Pelcowizny wyznaczają Trasa Toruńska (wzdłuż granicy dzielnic Białołęka/Praga-Północ) do mostu Grota-Roweckiego – Wisła w kierunku południowym do mostu Gdańskiego (granica dzielnic Żoliborz/Praga-Północ) – linia kolejowa wzdłuż ul. Starzyńskiego ze stacją Warszawa Zoo do wysokości ul. 11 Listopada – linia kolejowa ze stacją Warszawa Praga biegnąca wzdłuż ul. Odrowąża do stacji Warszawa Toruńska (granica dzielnic Targówek/Praga-Północ).
Dawne granice Pelcowizny z 1933 jako dzielnicy były bardzo podobne do obecnego kształtu rejonu MSI, obecnie inaczej wygląda granica północna i wschodnia (obszar jest nieco mniejszy) – w północnej części obejmowały obszar pomiędzy ul. Modlińską a mostem Grota, nurtem Wisły i Elektrociepłownią Żerań; również budowa Trasy Toruńskiej nieco zmodyfikowała granice północną. Na wschodzie zaś granicę wyznaczała ul. J. Odrowąza i pomniejsze uliczki za torami. Na planie z 1938 granica wschodnia biegnie jednak już wzdłuż torów.

## Podział
W obrębie obszaru Pelcowizna znajdują się osiedla:
- Golędzinów – w południowej części,
- Śliwice – w środkowej części,
- Pelcowizna – w północnej części na granicy terenów kolejowych przy Trasie Toruńskiej.

## Historia
W 1378 Golędzinów leżący obecnie częściowo w południowej części rejonu znanego jako Pelcowizna otrzymał prawa chełmińskie. W 1764 zakupiony przez Stanisława Augusta Poniatowskiego stał się jedną z podwarszawskich jurydyk.
Dawna kolonia i folwark Pelcowizna założone zostały około 1806 przez Józefa Pelca, właściciela folwarku Golędzinów. Około roku 1820 wytyczono tamtędy szosę modlińską (dziś ul. Modlińska). W 1830 w Pelcowiźnie było 13 domów, w tym kilka należących do rodzin osadników holenderskich, mieszkających tam od początku XIX wieku i należących do zboru w Kazuniu Niemieckim.
8 kwietnia 1916 generał-gubernator Hans Hartwig von Beseler wydał rozporządzenie włączające do Warszawy (od 1 kwietnia 1916) m.in. Pelcowiznę, znajdującą się w tamtym czasie w gminie Bródno.
W 1924 uzyskała połączenie tramwajowe z resztą miasta. W latach 1937–1939 na terenie dóbr golędzinowskich powstała Kolonia Śliwice – zespół małych domków mieszkalnych pomiędzy ulicami Jagiellońską i Witkiewicza.
Po II wojnie światowej na terenie Pelcowizny wzniesiono Fabrykę Samochodów Osobowych.